# Final Straw
Albums de Snow Patrol
When It’s All Over We Still Have to Clear Up
(2001) Eyes Open
(2006)
Singles
1. Spitting Games
Sortie : 15 septembre 2003
2. Run
Sortie : 26 février 2004
3. Chocolate
Sortie : 12 avril 2004
4. How To Be Dead
Sortie : 25 octobre 2004

Final Straw est le nom du troisième album studio du groupe anglais Snow Patrol. Sorti en 2003, cet album a été le premier franc succès du groupe. L'album est ressorti au Royaume-Uni en 2004 avec deux nouvelles pistes supplémentaires, puis importé aux États-Unis, cette fois-ci sans pistes supplémentaires. Le nom de l'album apparait dans le texte du single Chocolate.

## Historique
Jim Chancellor, un dénicheur de talents de Fiction Records, a fait signer Snow Patrol avec ce label. Il souhaite que leur nouvel album sonne moins rock indépendant et plus pop-rock que les deux précédents et les fait travailler avec le producteur Garret « Jacknife » Lee pour que celui-ci les aide à y parvenir. Le groupe, Chancellor et Lee sélectionnent quinze chansons sur lesquelles travailler parmi un choix de 24 au départ et douze sont finalement retenues. Les deux premières semaines d'enregistrement sont difficiles pour le groupe, le temps que ses membres s'habituent à ce changement de cap musical, mais ils se montrent très réceptifs aux conseils prodigués par Lee pour simplifier et intensifier leur musique.
L'album est enregistré aux studios Britannia Row en février 2003. C'est le premier album du guitariste Nathan Connolly avec le groupe. Le chanteur Gary Lightbody affirmera plus tard que la clé du succès de l'album est qu'il a « enfin fini par apprendre à écrire un refrain ». Les chansons écrites par Lightbody sont assez sombres et traitent majoritairement de relations ratées et de ruptures, Lightbody s'appuyant sur son expérience personnelle.

## Final Straw Tour

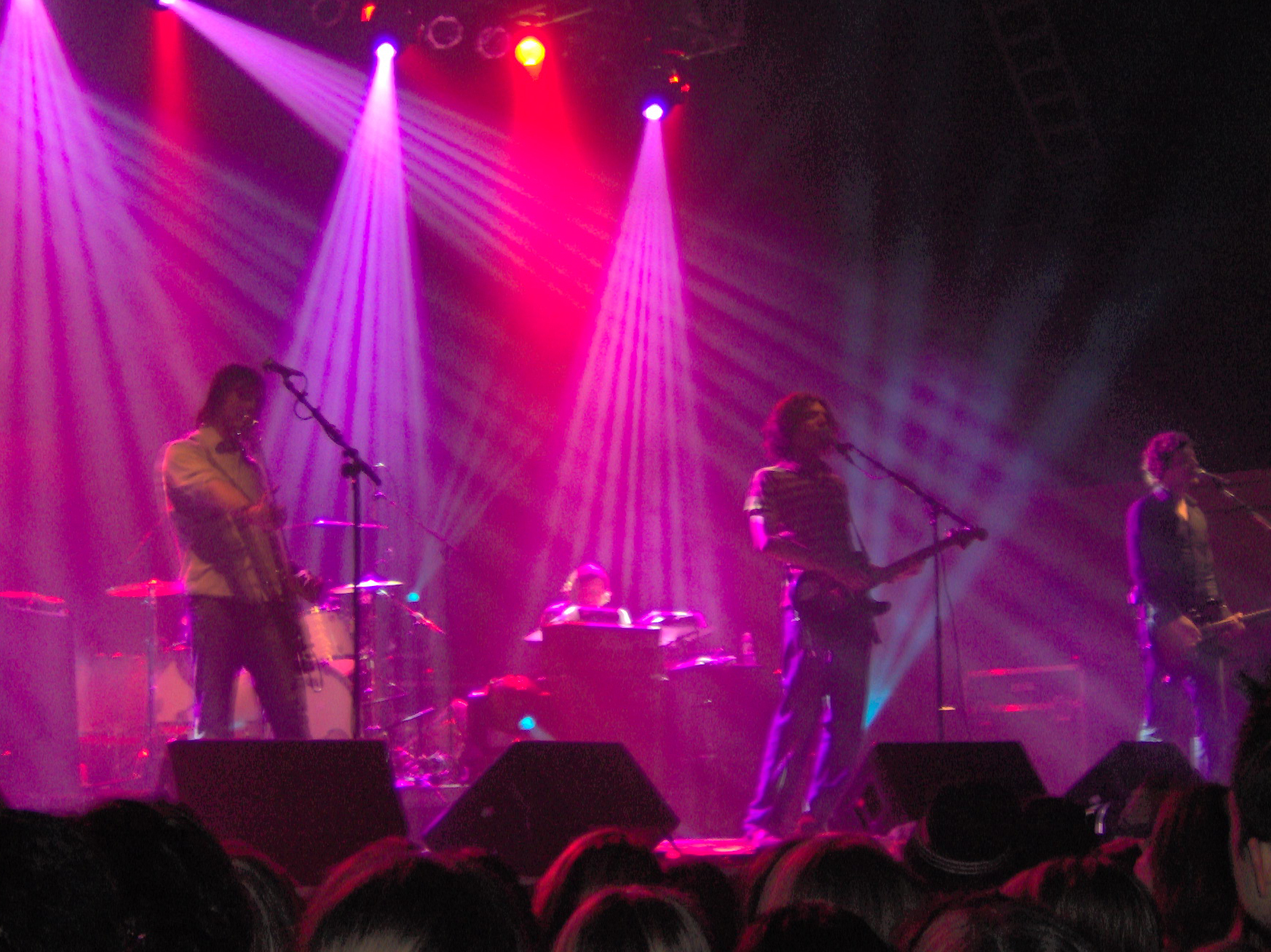
Snow Patrol en concert au Roseland Ballroom de New York le 20 mai 2005.

Le groupe joue plus de 200 concerts entre 2003 et 2005. La tournée promotionnelle de l'album débute le 10 août 2003 à Peterborough et le groupe se produit uniquement au Royaume-Uni et en Irlande en 2003. En février 2004, le groupe fait cinq dates aux États-Unis, leurs premiers concerts dans ce pays, avant de retourner en Amérique du Nord aux mois d'avril et mai pour 17 autres concerts (dont deux au Canada) et à nouveau en septembre et octobre de la même année puis en avril et mai 2005. Le groupe joue un concert en France, à la Boule Noire, le 30 mars 2004. En juillet 2004, le groupe joue ses deux premiers concerts en Australie et son premier concert au Japon à l'occasion du Fuji Rock Festival. En mars 2005, le groupe se sépare de son bassiste, Mark McClelland, et engage Paul Wilson pour le remplacer alors que, dans le même temps, Tom Simpson devient un membre du groupe à part entière. Le groupe termine sa série de mini-tournées en assurant la première partie du Vertigo Tour de U2 pour huit concerts, dont deux au Stade de France, en juin et juillet 2005.

## Accueil
Une édition limitée à 20 000 exemplaires de l'album sort en août 2003, suivi du single Spitting Games en septembre. Mais c'est seulement lors de la réédition de l'album, en février 2004, que celui-ci connaît le succès, aidé en cela par celui rencontré par le single Run. L'album  se classe alors à la première place des charts en Irlande et à la troisième au Royaume-Uni. L'album est six fois disque de platine au Royaume-Uni, six fois disque de platine en Irlande, disque de platine en Australie et disque d'or aux États-Unis.

### Classements et certifications
| Classement musical            | Meilleure position |
| ----------------------------- | ------------------ |
| États-Unis (Billboard 200)    | 91                 |
| Irlande (IRMA)                | 1                  |
| Pays-Bas (Mega Album Top 100) | 49                 |
| Royaume-Uni (UK Albums Chart) | 3                  |

| Pays        | Ventes      | Certifications |
| ----------- | ----------- | -------------- |
| Australie   | 70 000 +    | Platine        |
| États-Unis  | 500 000 +   | Or             |
| Irlande     | 90 000 +    | 6 × Platine    |
| Royaume-Uni | 1 800 000 + | 6 × Platine    |

### Accueil critique
L'album a recueilli dans l'ensemble de bonnes critiques musicales, obtenant un score de 73⁄100, sur la base de 21 critiques collectées, sur Metacritic.
Tim DiGravina, d'AllMusic, évoque un . Pour Adie Nunn, de Drowned in Sound, l'album est un « triomphe de ballades percutantes » de haute qualité, particulièrement Run, Spitting Games, Tiny Little Fractures et Same. Sophie Rosemont, de Music Story, estime que l'album « porté par son excellent Run, qui sera le tube de la consécration, est un savant mélange dosé au gramme près de rock, de pop basique et de ballade romantique ». Le magazine Uncut affirme que le groupe effectue « un retour remarquable » avec cet album de « power pop irrésistible » dont les grands moments sont Run et Somewhere a Clock is Ticking. Sal Cinquemani, de Slant, évoque « une œuvre agréablement cohérente et sobre » « à laquelle il est difficile de résister » car, même si la musique est parfois « à la limite du précieux » et les paroles « souvent trop faciles », l'album « est empli de moments exceptionnellement poétiques ». Et pour le site Sputnikmusic, « la composition est sophistiquée, les paroles imaginatives, la musique sincère et le chant superbe », même si le groupe a « négligé d'injecter suffisamment de variété dans chaque chanson ».
Plus mitigé, Stephen Deusner, de Pitchfork, a particulièrement apprécié la première moitié de l'album avant de trouver qu'il s’essoufflait. Caroline Sullivan, du Guardian, estime que c'est « un bon départ pour le deuxième chapitre » de l'histoire du groupe.
Parmi les critiques négatives, Devon Powers, de PopMatters, évoque un « curieux mélange d'effronterie et de réserve » avec un son « terriblement maladroit quand le groupe joue fort et rapidement » mais qui « prend une bien meilleure tournure dans le milieu de l'album » (entre Chocolate et Ways and Means). Et Douglas Wolk, de Rolling Stone, estime que « la production majestueuse et complexe » masque le fait que « la plupart des chansons sont insuffisamment développées » avec des « mélodies qui ne mènent nulle part ».

## Liste des chansons
Toutes les paroles sont écrites par Gary Lightbody, toutes les chansons composées par Gary Lightbody, Nathan Connolly, Mark McClelland, et Jonny Quinn.
| No  | Titre                                                                              | Durée |
| --- | ---------------------------------------------------------------------------------- | ----- |
| 1.  | How to Be Dead                                                                     | 3:23  |
| 2.  | Wow                                                                                | 4:06  |
| 3.  | Gleaming Auction                                                                   | 2:06  |
| 4.  | Whatever's Left                                                                    | 2:41  |
| 5.  | Spitting Games                                                                     | 3:48  |
| 6.  | Chocolate                                                                          | 3:11  |
| 7.  | Run                                                                                | 5:37  |
| 8.  | Grazed Knees                                                                       | 2:56  |
| 9.  | Ways and Means                                                                     | 4:49  |
| 10. | Tiny Little Fractures                                                              | 2:28  |
| 11. | Somewhere a Clock is Ticking                                                       | 4:34  |
| 12. | Same                                                                               | 3:55  |
| 13. | We Can Run Away Now They're All Dead and Gone (seulement dans la version rééditée) | 3:15  |
| 14. | Half the Fun (seulement dans la version rééditée)                                  | 2:54  |

## Singles
Le single Run est celui qui a eu le plus de succès, se classant à la 5e place de l'UK Singles Chart.
Run peut être entendue dans Les Frères Scott (saison 1, épisode 22), Jericho (saison 1, épisode 1) et Cold Case (saison 3, épisode 2). Chocolate peut être entendue dans Cold Case (saison 4, épisode 2). Elle fait partie de la bande originale de Last Kiss (2006). Spitting Games peut être entendue dans Les Frères Scott (saison 1, épisode 19) et Torchwood (saison 1, épisode 7). How to Be Dead peut être entendue dans Six Feet Under (saison 4, épisode 9) et Les Frères Scott (saison 2, épisode 10). Elle fait partie de la bande originale de American Pie : No Limit ! (2005). Somewhere a Clock is Ticking peut être entendue dans Grey's Anatomy (saison 2, épisode 25) et Bones (saison 1, épisode 14). Tiny Little Fractures peut être entendue dans Les Frères Scott (saison 1, épisode 16) et Entourage (saison 1, épisode 6).